# Pholcophora juruensis
Pholcophora juruensis là một loài nhện trong họ Pholcidae. Loài này được phát hiện ở Brasil.